# نسخه اولیه

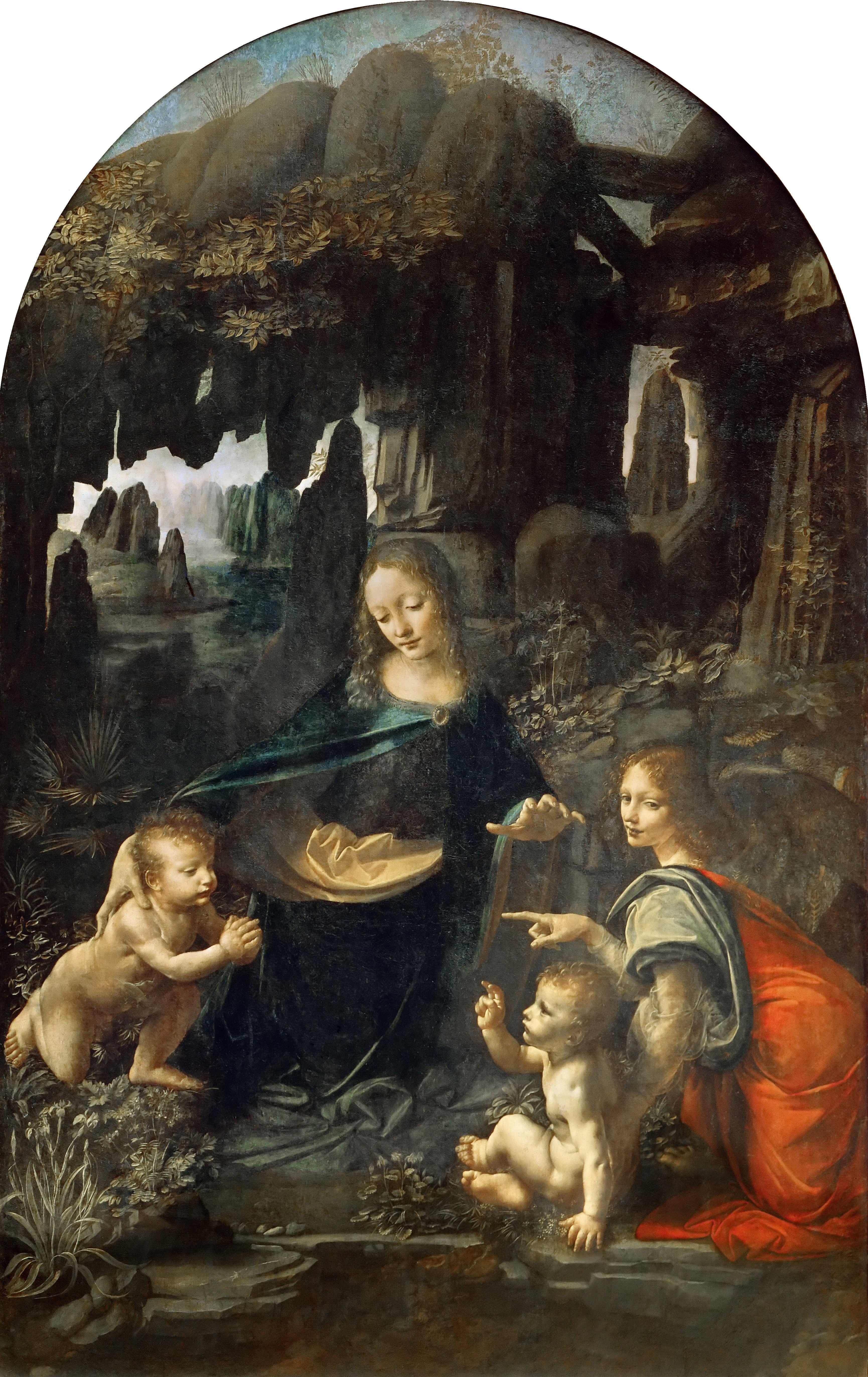
نسخهٔ اولیهٔ بانوی صخره‌ها، اثر لئوناردو دا وینچی در موزهٔ لوور. نسخهٔ ثانویه این اثر در نگارخانه ملی لندن نگه‌داری می‌شود.

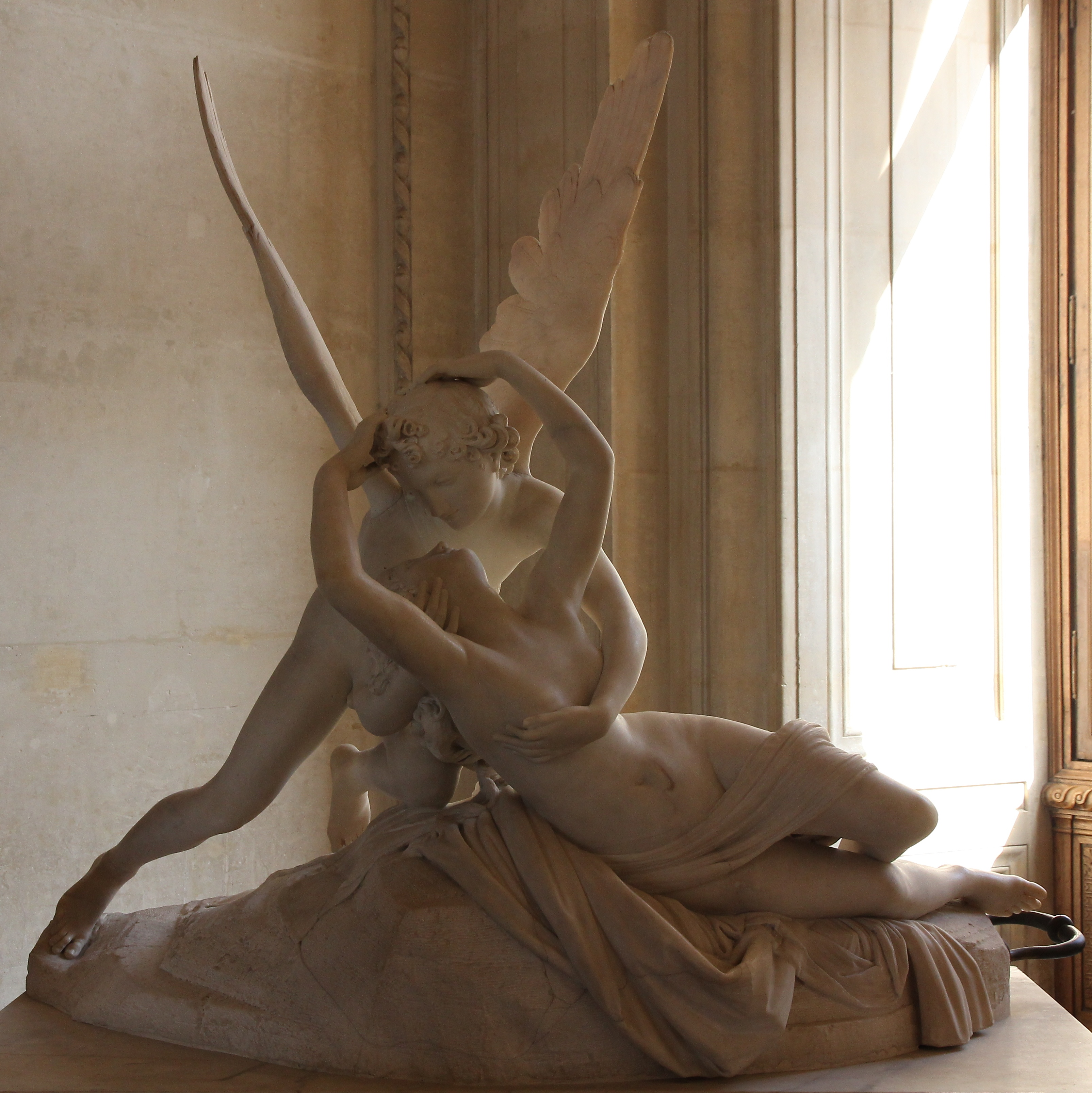
نسخهٔ اصلی از تندیس مرمرین جان گرفتن پسوخه با بوسه کوپیدو، اثر آنتونیو کانووا در موزهٔ لوور.

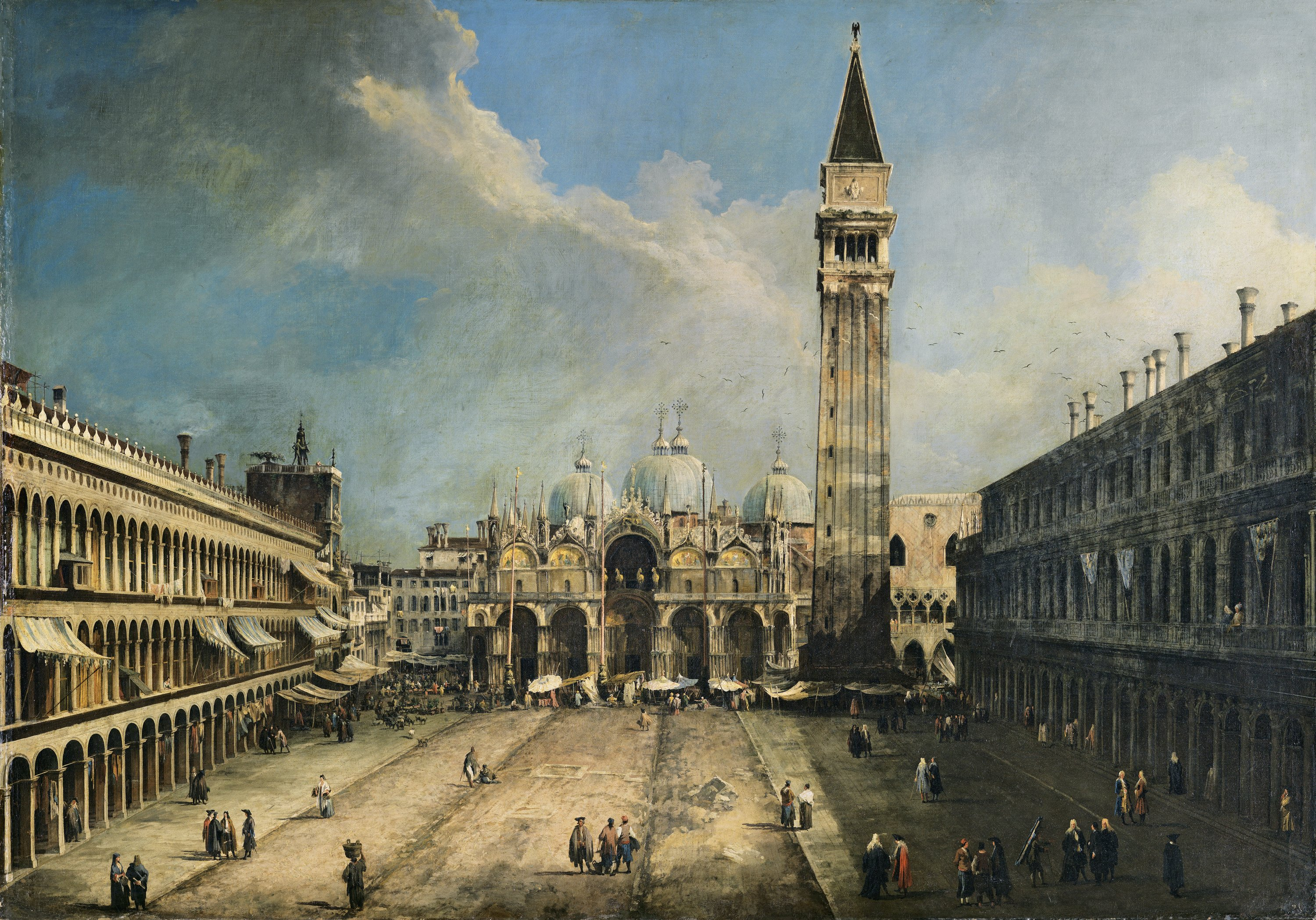
میدان سن مارکو، بین سال‌های ۱۷۲۳ تا ۱۷۲۴ میلادی، توسط کانالتو، نقاش برجستهٔ ایتالیایی خلق شد. کانالتو حداقل دو نسخهٔ دیگر از همین صحنه را پس از خلق این نسخهٔ اصلی، خلق کرد. این اثر اکنون در مالکیت موزه تیسن-بورنمیسا قرار دارد.

نسخهٔ اولیه و یا نسخهٔ اصلی به اثری گفته می‌شود که نخستین نسخه از دو یا چند اثر هنری مشابه باشد. آثاری که از آن‌ها با عنوان «نسخهٔ اوریژینال» یاد می‌شود، دارای ارزش بالایی از لحاظ قیمت‌گذاری هستند.
بسیاری از منتقدین و نویسندگان هنری این فرض را در نظر می‌گیرند که معمولاً نسخهٔ اولیه، بهترین، خلاقانه‌ترین و شاید دقیق‌ترین اثر هنرمند باشد و از اصطلاح «کُپی امضاء دار» و یا «تکرارها» برای نسخه‌های ثانویه یاد می‌کنند. اگرچه برخی دیگر از منتقدین فرض را بر این می‌گیرند که نسخه‌های ثانویه می‌تواند بهبودیافتهٔ نسخهٔ اولیه باشد.
یکی از نکات قابل توجه در مطالعات تاریخ هنر، پُرتره‌های رسمی پادشاهان و سیاستمدران در سده‌های ۱۶ تا ۱۹ میلادی بود که نسخهٔ اولیه (معمولا در اندازه‌های بزرگ) توسط نقاش اصلی کشیده می‌شد، اما «تکرارهای بعدی» در کارگاه، اغلب توسط شاگردان نقاش و تحت درجه‌ای از نظارت استاد تولید می‌شدند. از این آثار که معمولا در سایزهای کوچکتر از نسخهٔ اصلی تولید می‌شدند، با عنوان «نسخه‌های تقلیل‌یافته» یاد می‌شود.